# Балеарски острови
Балеарските острови (срещани и като Балеари) (на каталонски: Illes Balears, на испански: Islas Baleares) са архипелаг в западната част на Средиземно море, на 200 km от Пиренейския полуостров, принадлежащи на Испания. Състоят се от два големи острова Майорка и Менорка и архипелага Питиуски острови (Ибиса и Форментера) и множество по-малки. Формират отделна административна Автономна област Балеарски острови със столица град Палма де Майорка. Площ 4992 km². Население 1 071 221 души (2008 г.). Официалните езици са испански и каталунски.

## Географска характеристика
В релефа на островите преобладават ниските и хълмисти повърхнини. В северозападната част на остров Майорка се издига планинската верига Сиера де Трамонтана с най-висок връх Пуч Майор (1445 m). Остров Менорка представлява ниско плато с височина до 358 m със стръмни склонове спускащи се към морето. Остров Ибиса е височина до 475 m, а остров Форментера – 192 m. Всичките острови са със силно развити карстови форми. Климатът е средиземноморски, с горещо и сухо лято и влажна зима. Годишната сума на валежите достига 400 – 600 mm. Запазената естествена растителност е представена от малки горички от каменен дъб, маквиси, палми джуджета и гарига. Развива се субтропично земеделие – основно цитрусови култури, лозя, маслини, бадем, рошкови и др.

## Стопанство
Основният икономически отрасъл на островите е туризмът и всички негови разновидности, които наред с риболова, селското стопанство и промишлеността са основен поминък на населението. Най-силно застъпени са морският и селският туризъм, в които се инвестира благодарение на програмите за развитие и субсидиите на Испанското правителство.

## Историческа справка
До 201 г. пр. Хр. островите са владение на Картаген, а от 123 г. пр. Хр. стават римско притежание. В периода от 5-и до 8 век архипелагът последователно е завоюван от вандалите, Византия и Франкската империя. През 798 г. са завладени от арабите и стават един от главните центрове на пиратство и търговия с роби. От 1229 до 1235 г. влизат в състава на Арагонското кралство, а от 1344 г. съществуват като самостоятелно кралство. От 15 век Балеарските острови са в пределите на Испания, като в периода 1756 – 1763 г. са владение на Франция, а от 1708 до 1782 г. остров Менорка принадлежи на Англия.
Населението на Балеарските острови има бит, култура и традиции, които е съхранило, въпреки влиянието на много други култури от Европа и Африка. Типични за населението на Балеарските острови са бързите и ритмични танци и пъстрите разнообразни носии.
Исторически сред жителите на островите са се набирали балеарски прашкари в римската войска.
В градчето Валдемоса през 1838 – 1839 г. живее и твори Фредерик Шопен с любимата си Жорж Санд.